# 山崎興盛
山崎 興盛（やまさき おきもり）／山崎 房勝（やまさき ふさかつ）は、戦国時代の武将。大内氏の重臣である陶氏の家臣。周防国都濃郡須々万奥村の熊毛山城主。

## 名前
一般的に山崎興盛の名で知られ、別表記の山崎興守や山崎貞総という名も伝えられているが、陶氏の家臣である点からすると偏諱が与えられるとすれば「房」の字が相応しく、大内氏から見て陪臣にあたる興盛に大内義興に由来する「興」の字が与えられるのかは怪しいという点は従来から指摘されていた。
一方で、本人のものと見られる署名や宛名では「山崎伊豆守」や「伊豆守房勝」と記されており、実際の名前は山崎房勝であると考えられている。
なお、本項では一般的に知られている「興盛」で記述する。

## 生涯
生年や系譜は不明だが、陶氏家臣で周防国都濃郡に地盤を持つ山崎氏に生まれる。
大永2年（1522年）10月、須々万八幡宮（後の飛龍八幡宮）に太刀を奉納した。
天文13年（1544年）4月13日、満願寺において日護摩供を数年執り行ったことを陶隆房（後の陶晴賢）に披露したことで、翌4月14日に満願寺の寺領で収納される段銭と段米を寄進することを江良房栄、安岡房長、伊香賀房経、伊香賀房賢（後の伊香賀房資）と共に伝達している。
天文16年（1547年）5月15日に陶氏家臣の江良房栄、安岡房長、伊香賀房経、伊香賀房資、野上房忠が須々万八幡宮の神主と代官に宛てた書状において、「御代官 山崎伊豆守」の名が記されている。
天文24年（弘治元年、1555年）10月から始まる毛利元就の防長経略を防ぐために、嫡男の隆次、江良賢宣、勝屋興久、宮川伊豆守、狩野治部少輔父子、郷村の一揆らと共に須々万沼城に籠城した。
弘治2年（1556年）4月20日からは毛利隆元が熊谷信直や渡辺長を率いて須々万沼城を攻撃したが退ける。同年9月2日にも毛利隆元率いる毛利軍の攻撃を受け、山口から来援していた須子下総守と三輪兵部丞らが戦死する被害が出ているが、退けることに成功している。なお、長期戦の最中、興盛の妻が篭城中の夫を慕い、城の周囲の沼を渡り訪ねたという逸話がある。
弘治3年（1557年）2月29日からは毛利元就自ら軍勢を率いて攻撃を始め、火縄銃を初めて戦闘で使用して総攻撃を行ったが、須々万沼城の城兵はよく防戦した。そこで元就は3月2日に再び総攻撃を命じて、用意した編竹を城の周囲の沼に投じた上に蓆を浮かべ、その上を渡って攻城を行った。この総攻撃に城兵は大混乱に陥って狩野治部少輔父子が戦死し、城兵の士気低下や逃亡が発生する状況に陥ったが、興盛父子はあくまでも抵抗を続けようとしたが、翌3月3日には江良賢宣や宮川伊豆守らが降伏したため、もはや城を守ることが叶わないことを悟り開城した。
元就は山崎興盛父子の善戦を賞賛し助命しようとしたが、興盛は元就に検使を乞い、断乎として志を曲げなかったので、元就は仕方なく検使として井上就重と児玉就方を遣わし、興盛は隆次と共に須々万沼城麓の本条という場所において3月3日に自害した。元就は興盛父子の首実検をした後、陶氏の菩提寺である都濃郡長穂の龍文寺に丁重に葬り、法要を営んだ。墓碑は山口県周南市須々万の山口県立徳山高等学校徳山北分校裏の畑にある。

## 子孫についての伝承
次男の鶴千代丸は14歳だったため龍文寺で切腹したが、三男で11歳の和泉丸は落ち延び、富田山奥に出て別処山を下り、農民の藤井某のもとに隠れ住んだ。その後、富田の建咲院が先祖の建立した寺であると知り、尋ねて後に三世の宗喜和尚に養育された。和泉丸が21歳の時、富田政所の田中家に世話をされて農業に務め、「田中和泉」と名乗って大庄屋となった。
和泉丸の子孫の和泉屋儀兵衛の時、天明5年（1785年）に富田新開作の築立に成功する。